# Podobwód Bodzechów Armii Krajowej
Podobwód Bodzechów – jednostka partyzancka Związku Walki Zbrojnej, a następnie Armii Krajowej. Operowała na terenie gminy Bodzechów i nosiła kryptonim „500”.
Podobwód ten wchodził w skład Okręgu Radom-Kielce („Jodła”).
Jego komendantem był por. Józef Dębicki ps. „Marek”, śmiertelnie postrzelony w głowę w 1945 podczas zasadzki milicji i UBP pod Grocholicami. Śledztwo w tej sprawie prowadził Oddział IPN-KBZpNP w Krakowie.